# Рожер I (граф Сицилии)
Рожер I, Роже (Руджеро) Боссо (1031 — 22 июня 1101) — младший из братьев Отвилей, в течение 1061 — 1091 годов отвоевал у арабов Сицилию и заложил основы будущего Сицилийского королевства. С 1072 года носил титул великий граф Сицилии.

## Ранние годы
Рожер был самым младшим из двенадцати сыновей норманнского барона Танкреда Отвиля и седьмым от его второй жены Фрессенды. Семеро старших братьев Рожера в разное время покинули родину и закрепились в Южной Италии, причём четверо из них (Вильгельм Железная Рука, Дрого, Онфруа и Роберт Гвискар) последовательно были графами Апулии. Важнейшими источниками о жизни и деятельности Рожера являются три южноитальянских хрониста — Амат из Монте-Кассино (период до 1080), Жоффрей Малатерра (до 1099) и, в меньшей степени, Вильгельм из Апулии.
Будучи младшим сыном, Рожер оставался в Нормандии вплоть до кончины матери и только в 26 лет (1057) прибыл в Мельфи  — столицу южноитальянского норманнского государства. Здесь он встретился со своим братом Робертом Гвискаром, только что ставшим графом Апулии. В том же году Роберт вернулся в Калабрию, боевые действия в которой он вёл до избрания графом, чтобы завершить подчинение этой области. Рожеру, отправившемуся в Калабрию вместе со старшим братом, в подчинение было дано 60 рыцарей. Рожер со своим отрядом занял одну из горных вершин, где затем построил замок Ничефоро, и с помощью постоянных набегов подчинил себе ближайшие горные долины. По свидетельству Малатерры, действия его отряда в этот период мало чем отличались от разбойничьих.
Через несколько месяцев Роберт Гвискар был вынужден вернуться в Апулию для подавления мятежа баронов, и Рожер оказался наместником своего брата в Калабрии. Собрав в результате ограбления местного населения значительную добычу, Рожер с приличествующей лояльностью отвёз её Роберту, и во главе своего маленького отряда участвовал в подавлении мятежа баронов в Апулии. Осенью 1057 года Рожер принимал участие в походе Роберта Гвискара на Реджо. Так как осада Реджо затянулась, Рожер по приказу Роберта разорил окрестности Джераче, (Малатерра говорит, что Рожер вернулся к брату «как верная и трудолюбивая пчела, сгибающаяся под бременем добычи») и вновь отдал большую часть добычи Роберту. В этом году Реджо так и не был взят, и братья вернулись в уже захваченную ими северную часть Калабрии. Здесь Рожер обнаружил, что, отдав большую часть военной добычи брату, не имеет возможности заплатить своим воинам. На просьбу Рожера о денежной помощи Роберт Гвискар ответил отказом, и Рожер в гневе покинул его и вместе со своим отрядом из 60 воинов перешёл на службу к другому своему брату — Вильгельму из Принчипате.
От Вильгельма Принчипате в начале 1058 Рожер получил в феод замок Скалея в Калабрии, откуда постоянными набегами разорял калабрийские владения своего бывшего сеньора Роберта. Роберт пытался взять Скалею, но не имея сил для длительной осады, отступил. Ввиду бедности уже неоднократно разорённой Калабрии и необходимости содержать свой отряд, Рожер жил прямым разбоем. Малатерра рассказывает, как Рожер с одним из своих воинов пробрался в Амальфи и выкрал оттуда лошадей для своего отряда. В другой раз Рожеру стало известно о том, что мимо его замка будут проезжать из Мельфи домой семь амальфийских купцов; тогда под покровом ночи он в сопровождении 13 рыцарей напал на путешественников, захватил их товары и заставил самих купцов платить выкуп.

## Завоевание Калабрии
Весной 1058 Калабрию поразил необычайный голод, за которым последовало неурожайное лето. В городе Никастро местные жители отказались платить налоги и вырезали находившийся там норманнский гарнизон. Бунт быстро распространялся по всей Калабрии. Перед лицом всеобщего восстания Роберт Гвискар предложил Рожеру примирение: по условиям соглашения братья договорились поделить пополам как уже захваченную и поражённую восстанием часть Калабрии между Ничефоро и Скуиллаче, так и ту её часть между Скуиллаче и Реджо, которую предстояло завоевать в будущем. После этого Рожер подавил мятеж в Калабрии, но соглашение между братьями не было исполнено вплоть до 1062 года.
В течение 1059 года Роберт Гвискар и Рожер совместными усилиями заняли Россано и Джераче — города Калабрии, удерживавшиеся до этого византийцами. В начале 1060 года Рожер осадил Реджо — последний оплот византийцев в Калабрии, а через несколько месяцев к нему присоединился Роберт Гвискар.
По инициативе Рожера при осаде Реджо норманны построили стенобитные машины, до той поры использовавшиеся в Южной Италии лишь лангобардами. Малатерра упоминает также о состоявшемся на глазах обеих армий поединке между Рожером и гигантского роста греком, которого Рожер сразил одним ударом копья. После гибели своего богатыря византийский гарнизон капитулировал. Летом 1060 года вся Калабрия перешла в руки Роберта Гвискара и Рожера, поделивших её между собой. Резиденцией Рожера стал город Милето.

## Завоевание Сицилии: предыстория и особенности
В августе 1059 года Роберт Гвискар получил от папы Николая II (в обмен за поддержку последнего против антипапы Бенедикта X) титул герцога Апулии, Калабрии и Сицилии. Ни одна из этих областей никогда не принадлежала Папскому государству: основанием для их передачи Роберту Гвискару выступал исключительно «Константинов дар» — фальшивый документ, появившийся в XI веке, в котором утверждалось, что Константин Великий отдавал Рим и западную часть своей империи папе Сильвестру I и его преемникам на папской кафедре. Более того, к 1059 году в ряде городов Апулии и Калабрии ещё стояли византийские гарнизоны, а Сицилия с IX века находилась в руках арабов. Тем не менее получение Робертом титула герцога сделало его законным правителем этих областей в глазах Запада и обусловило подготовку к завоеванию Сицилии.
Противостоявший норманнам Сицилийский эмират в тот момент фактически распался на три государства. Северо-западной частью острова (с Палермо, Трапани и Мацарой) управлял Абдулла Ибн Хаукаль; юго-восточную (с Катанией и Сиракузами) — контролировал Ибн ат-Тимнах, центр острова со столицей в Энне находился под властью Ибн аль-Хавас. Все три эмира находились в состоянии перманентного конфликта друг с другом и отказывались признавать власть кайруанских Зиридов. Кроме того, православные греки составляли большинство в восточных и влиятельное меньшинство в западных областях Сицилии, что позволяло норманнам надеяться на поддержку на самом острове.
В 1060 году жена Ибн ат-Тимнаха бежала к своему брату Ибн аль-Хавасу в Энну. Брошенный муж потребовал её возвращения, осадил Энну, но был наголову разбит своим шурином. В феврале 1061 года Ибн ат-Тимнах лично прибыл к Рожеру в Калабрию с просьбой о помощи против эмира Энны. В случае успеха Ибн ат-Тимнах обязался признать верховную власть Рожера над Сицилией. Таким образом, Рожер получил одновременно и удобный предлог, и ценного союзника.
Так как Рожер был вассалом своего старшего брата Роберта Гвискара, которому, к тому же, папа уже передал власть над ещё не завоёванной Сицилией, руководить завоеванием острова должен был именно Роберт. На самом деле, Роберт Гвискар принял участие только в трёх кампаниях (1061, 1064 и 1071 — 1072 годы), так как его постоянно отвлекали баронские мятежи в Апулии и внешние войны. Постоянные конфликты на континенте препятствовали Роберту оказывать существенную помощь в завоевании острова; армия Рожера состояла из его калабрийских вассалов и прибывавших в поисках приключений норманнских рыцарей, так что она никогда не была большой. В связи с этим, завоевание Сицилии растянулось на тридцать лет (1061 — 1091 годы) и было делом рук Рожера, хоть и остававшегося всё это время вассалом Роберта Гвискара и Рожера Борсы.

## Взятие Мессины и битва под Энной (1061 год)
В феврале 1061 года Рожер во главе 160 рыцарей в сопровождении Ибн ат-Тимнаха высадился близ мыса Фаро (к северу от Мессины) и двинулся вдоль северного побережья острова, совершая вылазки во внутренние районы. Во время похода Рожер захватил Рометту и Милаццо, а затем, нагруженный значительной добычей, вернулся к мысу Фаро, где предполагалось перегрузить добычу на корабли. Арабский гарнизон Мессины предполагал напасть на норманнов, занятых транспортировкой груза на корабли, но непогода сорвала погрузку, и все воины Рожера находились на берегу. Племянник Рожера Серло Отвиль напал на арабов с фланга, лишив их возможности отступить к городу, а сам Рожер атаковал врагов в лоб. Арабский отряд попал в окружение и был перебит.
Развивая успех, Рожер следующим утром атаковал ворота Мессины. Но, несмотря на потери предыдущего дня, жители Мессины оказали упорное сопротивление, и Рожер, опасаясь прихода арабского подкрепления от Ибн аль-Хаваса, приказал отступить. Шторм препятствовал отплытию норманнов, и в течение трёх последующих дней они отбивали атаки арабов, находясь на открытом берегу. По окончании шторма корабли Рожера смогли наконец отплыть, но в Мессинском проливе их атаковал арабский флот из Мессины, и морское сражение продолжалось вплоть до гавани Реджо. Поначалу успешный поход чуть не закончился гибелью, и Рожер в благодарность за избавление от смерти пожертвовал всю добычу на строительство церкви в Реджо.
В мае 1061 года в Реджо со своими воинами прибыл Роберт Гвискар, и братья предприняли вторую попытку закрепиться на Сицилии. Хронисты оценивают их армию около 2 000 человек, рыцарей и пехоты в равных долях. Промахи предыдущей экспедиции были учтены. Арабский флот постоянно курсировал к северу от Мессины, где Рожер высадился в феврале, а норманны высадились на этот раз южнее. Рожер во главе первого отряда в 500 рыцарей на рассвете двинулся на Мессину и застал город совершенно не защищённым, так как гарнизон ожидал норманнской высадки к северу от города. К моменту прибытия Роберта Гвискара с остальными 1500 воинами Мессина была уже захвачена Рожером. Арабские воины, оставшиеся к северу от городских стен, не решились отбивать Мессину и ушли вглубь острова; арабский флот, лишившись возможности высадиться, отплыл в Палермо.
Победители изгнали из Мессины арабов, так что в ней остались только православные греки, и укрепили город, оставив в нём сильный гарнизон. Мессина стала первым норманнским городом на Сицилии и плацдармом для дальнейших боевых действий. С именем Рожера связывается начало строительства кафедрального собора Мессины, неоднократно перестроенного впоследствии, но после катастрофического Мессинского землетрясения 1908 года восстановленного в виде, близком к первоначальному (XI век).
После взятия норманнами Мессины к ним присоединился их союзник Ибн ат-Тимнах, предложивший совместный поход на Энну. По пути Роберт Гвискар и Рожер без боя овладели Рометтой, затем у Фаццано приняли делегацию местных христиан, приветствовавших своих освободителей. Между тем, из-за того, что в Мессине и Рометте были оставлены гарнизоны, армия норманнов сократилась до 700 человек, и Роберт Гвискар был вынужден снять осаду с Чентурипе — первого города, оказавшего им сопротивление. В то же время было получено известие, что Ибн аль-Хавас, эмир Энны, собрал армию и готов атаковать норманнов. Чтобы дать ему бой, Роберт Гвискар и Рожер привели свою армию непосредственно под стены Энны.
Энна, расположенная на высокой местами отвесной скале посреди обширной равнины, считалась неприступной крепостью. Сами арабы смогли взять этот город в IX веке только военной хитростью, взобравшись один за другим по сточной трубе. Со своей маленькой армией Роберт и Рожер даже не пытались начать осаду, но, расположившись у подножия скалы, грабили окрестности (в один из дней Рожер дошёл даже до окрестностей Агридженто) и провоцировали арабов выйти из крепости и дать бой. На пятый день Ибн аль-Хавас не выдержал и вывел своих воинов на битву. По сообщениям Малатерры, арабская армия насчитывала около 15 000 бойцов против 700 норманнов, что даже с учётом возможных преувеличений хрониста указывает на значительный перевес Ибн аль-Хаваса. Тем не менее, к концу дня арабская армия была разбита и отступила в Энну, оставив, по сообщению того же Малатерры, 10 000 погибших. Победа норманнов вынудила окрестные селения выразить покорность Роберту и Рожеру, но главная цель — взятие Энны — осталась недостигнутой. В ожидании приближающейся зимы Роберт и Рожер были вынуждены отступить в Мессину, оставив завоёванные ими территории в восточной части Сицилии своему союзнику Ибн ат-Тимнаху. Непосредственно во власти норманнов осталась северо-восточная часть Сицилии (долина Валь-Демоне) с Рометтой и Сан-Марко-д’Алунцио — первым замком, построенным норманнами на острове.
В декабре 1061 года Рожер уже без старшего брата вновь совершил набег на арабов, пройдя вплоть до Агридженто, а затем на обратном пути приступил к Тройне. Жители последней — греки без сопротивления открыли норманнам ворота и, оставив здесь гарнизон, Рожер вернулся в Мессину, а оттуда в Калабрию.

## 1062 год: конфликт с Робертом Гвискаром и осада в Тройне
Возвращение Рожера в Милето было обусловлено его долгожданной свадьбой с Юдифь д'Эврё, приехавшей к нему из Нормандии. По окончании медового месяца в начале 1062 года Рожер вернулся на Сицилию и в течение одного месяца совместно с Ибн ат-Тимнахом взял Петралию, после чего вернулся в Калабрию.
По возвращении в Милето Рожер ультимативно потребовал от Роберта Гвискара выполнения договорённостей 1058 года о разделе Калабрии. В ответ на это Роберт осадил брата в Милето. Во время осады погиб шурин Рожера, что делало примирение братьев ещё менее вероятным. Рожер просил помощи в Джераче, Роберт, узнав об этом, осадил и этот город. Жители Джераче во время междоусобицы держали сторону Рожера, что не мешало некоторым из них тайно сноситься с Гвискаром.
Дальнейшую трагикомическую историю подробно рассказывает Малатерра. Роберт под покровом ночи в одиночку тайно проник в Джераче и находился в доме неких Василия и Мелиты. Несмотря на осторожность последних, горожане узнали о присутствии Роберта, проникли в дом, жестоко убили Василия (он пытался спастись в ближайшей церкви, но был вытащен оттуда и растерзан) и Мелиту (её посадили на кол). Перед лицом озверевшей толпы Роберт не растерялся, но своей смелой речью спас себя от расправы на месте. Армия Роберта, узнав о грозящей ему опасности, просила Рожера вмешаться.
Последний встретился со старейшинами Джераче и заявил, что благодарен им за верность, но считает, что Роберт оскорбил лично его, а не горожан, и поэтому потребовал выдать ему Роберта. Вконец запутавшиеся горожане были рады избавиться от опасного пленника и передали его Рожеру, взяв для верности обещание с Роберта никогда не строить цитадели внутри их городских стен. Роберт и Рожер встретились, как любящие братья после долгой разлуки (Малатерра уподобляет их Иосифу и Вениамину), и разделили Калабрию поровну. Такой раздел, с одной стороны, финансово обеспечивал Рожера, но, с другой стороны, искусственно созданная при разделе чересполосица препятствовала образованию Рожером цельного домена. В финале этой междоусобной войны пострадали жители Джераче: город по условиям раздела достался Рожеру, и он построил рядом крепость; жители Джераче напомнили Рожеру о клятве Гвискара, на что Рожер резонно заметил, что не может отвечать за брата.
Занятый войной с братом, Рожер понёс потери на Сицилии: Ибн ат-Тимнах попал в ловушку и был убит, норманнские гарнизоны Тройны и Петралии отступили в Мессину. Поэтому после примирения с Гвискаром Рожер незамедлительно вернулся на Сицилию и вновь занял Тройну, где оставил новый гарнизон и жену, и направился к Никозии .
Греческие жители Тройны уже не были довольны захватчиками-норманнами и восстали тотчас же после отъезда Рожера. В намерения греков входило захватить в плен Юдифь в заложницы и добиться удаления норманнов из города. Но оставшийся в городе гарнизон оказывал сопротивление до тех пор, пока в Тройну не вернулся заблаговременно извещённый о восстании Рожер. Жители Тройны в свою очередь призвали на помощь арабов из близлежащих селений. В итоге вся армия Рожера вместе с гарнизоном забаррикадировалась в городской цитадели и защищалась от намного превосходящего неприятеля.
Осада Тройны совместными силами греков и арабов продолжалась четыре месяца. У норманнов было мало провизии, они съели всех лошадей, добыть пищу не было возможности, так как цитадель находилась на холме над городом и незаметно покинуть её не было возможности. Начавшаяся зима принесла непривычный для норманнов холод — у них не было ни одеял, ни тёплых вещей, ни дров, а у Рожера и Юдифи был один плащ на двоих. Только благодаря зиме норманнам удалось вырваться из цитадели: арабы и их часовые согревали себя вином, и, воспользовавшись сном неприятельских часовых, Рожер со своими воинами смог прокрасться во вражеский лагерь и перебить спавших врагов. К утру норманны восстановили контроль над городом и для устрашения горожан казнили предводителей восстания.
Осада Тройны едва не стала концом норманнской экспансии в Сицилии — в городе были заперты почти все силы Рожера (кроме гарнизонов Мессины, Рометты и Сан-Марко-д’Алунцио), а помощь от Роберта Гвискара могла прибыть не раньше весны. Подавив сопротивление местных жителей, Рожер оставил армию под командованием Юдифи в Тройне, а сам с горсткой воинов отправился в Калабрию за лошадьми. В его отсутствие Юдифь, многому научившаяся во время осады, командовала армией, совершая обходы укреплений даже ночью и личным примером побуждая воинов к бдительности.

## Сражения при Черами (1063) и Мисилмери (1068)
К моменту возвращения Рожера из Калабрии (1063 год) в Тройну против норманнов объединились все сицилийские арабы. Номинальный сюзерен острова султан Тимин направил в Сицилию две армии, возглавляемые его сыновьями Аюбом и Али. Высадившись в Палермо и Агридженто соответственно, армии Аюба и Али включили в себя отряды местных властителей и соединились для нападения на норманнов. Норманнская и арабская армии встретились на берегу реки Черами около одноимённого городка. Нормандский хронист Гофредо Малатерра сообщает, что Рожер и его племянник Серло Отвильский (Serlo II of Hauteville) совместно располагали 136 рыцарями; добавляя пропорциональное число пехотинцев, норманнскую армию можно оценить в 500—600 человек. Неприятельскую армию Малатерра оценивает в 30 тысяч всадников, не считая пеших воинов. Даже принимая во внимание возможные преувеличения, можно считать, что, как и при Энне (1061) войско Рожера значительно уступало арабскому.
Кроме Рожера и Серло Отвильского в битве принимали участие знатные нормандцы Руссель де Байоль и Ансго де Пушей, каждый из которых командовал собственным отрядом примерно из 30 рыцарей.
В течение трёх дней враги стояли друг против друга, разделённые рекой. На четвёртый день норманнские рыцари, предварительно исповедовавшись, ринулись в бой. Первое столкновение произошло у стен городка Черами, где 36 рыцарей Серло Отвиля отбросили назад арабов. Подошедший к городу Рожер со своими 100 воинами увидел лишь бегущих арабов. После короткой перегруппировки арабская армия обрушилась на норманнский центр с Рожером, не обращая уже внимания на фланг Серло. В определённый момент рыцари, устрашённые количеством наступающих врагов, дрогнули, но Рожер остановил их своей речью, в которой напомнил о библейском Гедеоне, с небольшим отрядом поразивших огромное неприятельское войско.
Малатерра, пересказывая этот эпизод, говорит о том, что в тот момент многие норманны увидели всадника на белом коне с белым флажком, которого они приняли за святого Георгия (хотя позже добавляет, что такой же флажок был на копье самого Рожера). Вмешательство в битву Серло окончательно повернуло ход битвы в пользу норманнов. К концу дня арабы дрогнули и беспорядочно отступили. Добивание спрятавшихся в горах арабских пехотинцев продолжалось ещё весь следующий день, но затем норманны из-за невыносимого запаха от множества разлагающихся тел покинули в свою очередь поле битвы и вернулись в Тройну.
Победа при Черами обеспечила Рожеру безопасное владение северо-восточной Сицилией и имела важное психологическое воздействие как на самих норманнов, уверовавших в свою богоизбранность, так и на арабов, никогда впоследствии не сумевших собрать столь же мощную армию.
Тем не менее, когда в том же 1063 году посланники Пизанской республики предложили норманнам поддержать нападение пизанского флота на Палермо, Рожер отказал им. Пизанцы атаковали Палермо в одиночку, но сумели лишь на короткое время высадиться в Конко-д'Оро и разграбить близлежащие селения. Тем не менее, палермской добычи пизанцам хватило для того, чтобы начать строить на родине новый кафедральный собор. Малатерра с ехидством говорит о том, что единственным трофеем пизанцев была цепь, перегораживавшая кораблям вход в порт Палермо.
В 1064 году в Сицилии высадился Роберт Гвискар, сумевший на короткое время разрешить свои проблемы на континенте. Роберт и Рожер совместно выступили из Мессины и двинулись на Палермо. Не встречая сопротивления, братья достигли города и разбили лагерь на холме Монте-Тарантино, одном из горных вершин, окоружающих Конко-д’Оро. Стремительное наступление норманнов было прервано самым комичным образом: на Монте-Тарантино водились в большом количестве пауки — тарантулы, укусы которых вызвали повальную болезнь среди рыцарей. Когда оправившаяся армия разбила лагерь в другом месте, выяснилось, что Палермо всё это время беспрепятственно получал подкрепления и провизию морем. Без морской блокады Палермо было не взять, и Роберт с Рожером повели армию назад. Единственным успехом похода стало взятие города Бугамо. Получив известия об очередном баронском мятеже в Апулии, Гвискар был вынужден вернуться на континент.
Не имея поддержки с материка, Рожер в промежутке между 1064 и 1068 годами предпринимал лишь грабительские набеги на арабские владения, укреплял существующие и строил новые замки, в частности Петралию, которая в это время стала его временной резиденцией. Между сицилийскими арабами разгорелась междоусобная война, закончившаяся в 1067 году гибелью эмира Энны Ибн аль-Хаваса и победой тунисского принца Аюба, объединившего под своей властью Палермо и Энну. Новый правитель единого Сицилийского эмирата собрал армию и в 1068 году встретил Рожера, направлявшегося в обычный рейд, у города Мисилмери (1068).
Как при Энне (1061) и Черами (1064), войско Рожера значительно уступало по численности арабской армии, но Рожер, предварительно ободрив воинов блестящей речью, вступил в бой. Стремительное сражение закончилось полным разгромом арабов, так что, по мнению Малатерры, едва ли у них хотя бы один боец мог сообщить о разгроме жителям Палермо. Это известие им принёс Рожер: к лапкам захваченным у арабов почтовых голубей были привязаны окровавленные лоскутки ткани, и птицы принесли это немое послание в Палермо.
Сражение при Мисилмери было последней попыткой сицилийских арабов оказать организованное сопротивление норманнам. Эмир Айюб со своими ближайшими соратниками бежал в Тунис, центральная власть в эмирате исчезла, оставшиеся в руках арабов города контролировались местными правителями, враждовавшими друг с другом. Тем не менее, на первых порах норманнам не хватало живой силы ни быстро завершить завоевание, ни контролировать захваченные территории. Поэтому дальнейшее завоевание Сицилии проходило очень медленно и завершилось только в 1091 году.

## Взятие Палермо (1071—1072)
Главным событием норманнской истории Южной Италии в 1068-1071 годах была осада Бари, последнего византийского города на Апеннинах. Осаду вёл Роберт Гвискар, но, из-за недостатка у него живой силы и флота, он призвал на помощь Рожера. В результате норманнская экспансия на Сицилии была прервана и возобновилась только после взятия Бари Робертом и Рожером (16 апреля 1071 год) (см.Роберт Гвискар).
Кампания 1071 — 1072 годов проходила под совместным командованием Роберта и Рожера. Рожер во главе своего отряда прибыл в Катанию в качестве союзника (городом раньше правил Ибн ат-Тимнах) и попросил разрешения ввести в гавань флот Гвискара, направлявшегося, по официальной версии, на Мальту. Оказавшись в городе, Рожер и Роберт без труда подавили сопротивление опомнившихся горожан и оставили здесь сильный гарнизон. После взятия Катании флот Гвискара отправился к Палермо, туда же сухопутным путём прибыла армия Рожера.
Осада Палермо заняла пять месяцев (август 1071 — январь 1072 года). Прибывший первым Рожер захватил крепость Яхьи, находившуюся к востоку от Палермо в устье реки Орето (впоследствии в знак благодарности Рожер перестроил замок в церковь Сан-Джованни-дель-Леббрози), а затем здесь встал на стоянку флот Роберта. Братья полностью блокировали город со стороны суши. Норманнский флот, стоявший в устье Орето, успешно пресекал попытки арабов получить подкрепления и провизию морем. Поздней осенью арабский флот, находившийся в гавани Палермо, попытался прорвать морскую блокаду, но после продолжавшейся целый день битвы отступил обратно в Палермо. Норманнские корабли ворвались в гавань вслед за арабами и сумели сжечь неприятельский флот. Поздней осенью 1071 года в Палермо начался голод, но Роберт, получив известия об очередном баронском мятеже в Апулии, не стал ждать капитуляции города и пошёл на штурм.
5 января 1072 года Рожер атаковал Аль-Каср — самый укреплённый квартал Палермо (был расположен примерно между современными Палаццо Норманни и Кватро Канти вокруг Пятничной мечети — будущего кафедрального собора). Защитники города выбежали из ворот и начали теснить Рожера, но подоспевшая на выручку конница Гвискара спасла положение норманнов. Вышедшие из ворот арабские воины не были впущены своими обратно и были перебиты. Вслед за этим норманны вновь пошли на штурм, но взобраться на стены так и не удалось. Тогда, в то время как Рожер продолжал атаковать Аль-Каср, воины Роберта совершили обходной манёвр и пошли на штурм стен квартала Аль-Халеса (нынешний квартал Кальса — между Кватро Канти и морем). Защитники Палермо, сосредоточившись в Аль-Касре, практически оставили без внимания Аль-Халесу, и к вечеру 5 января воины Роберта проникли в город и открыли Гвискару ворота (находились около нынешней церкви Санта-Мария-дель-Спазимо). Защитники Палермо укрылись в цитадель Аль-Каср, и утром 6 января делегация палермитан прибыла в норманнский лагерь для переговоров о сдаче города. Роберт и Рожер гарантировали свободу вероисповедания, сохранение действовавших законов для мусульман, неприкосновенность жизни и имущества палермитан, а старейшины Палермо поклялись от имени сограждан в верности и обещали беспрекословно выплачивать положенную дань.
6 января 1072 года Роберт Гвискар, его жена Сишельгаита и Рожер во главе армии вступили в Палермо. Главная Пятничная мечеть, бывшая до арабского завоевания церковью, была вновь освящена в честь Успения Богородицы, а греческий архиепископ Никодим совершил здесь первую за двести лет литургию.
В Палермо Роберт Гвискар в соответствии с инвеститурой папы Николая II был торжественно провозглашён герцогом Сицилии, но, по договорённости с Рожером, оставил в личном владении только Палермо, половину Мессины и половину долины Валь-Демоне (северо-восточная часть острова), то есть те территории, в завоевании которых сам принимал участие. Все остальные сицилийские земли, как захваченные, так и планируемые к завоеванию, были переданы Рожеру в качестве феода, сам Рожер получил титул великого графа Сицилии. Взятие Палермо было последней операцией на Сицилии, в которой принимал участие Роберт Гвискар. Всё дальнейшее завоевание острова было осуществлено только Рожером.

## Завершение завоевания Сицилии
После взятия Палермо завоевание Сицилии растянулось ещё на 18 лет. Это было обусловлено незначительностью войск Рожера (обычно несколько сотен рыцарей) по сравнению с численностью арабского населения острова. В связи с этим, тактика норманнов состояла, с одной стороны, в многочисленных внезапных набегах на арабские селения и, с другой стороны, в переманивании арабских правителей, которые после признания власти Рожера либо оставались на своих постах, либо получали феоды в Калабрии. Крупномасштабные военные кампании предпринимались Рожером редко и, обычно, в тот момент, когда он был уверен в успехе. Невзирая на такую осторожную тактику, норманны трижды терпели болезненные поражения от арабов: летом 1072 года попал в засаду и героически погиб Серло Отвиль, в 1076 году в отсутствие Рожера его зять Гуго из Джерси предпринял поход из Катании на Сиракузы и был разбит сиракузским эмиром; в 1081 году тот же эмир Сиракуз с помощью изменника овладел Катанией, впрочем вскоре отбитой отрядом Жордана и его двух соратников.
Ниже перечисляются наиболее значительные кампании Рожера, приведшие к расширению норманнских владений.
В 1075 году тунисские пираты высадились в Мацаре и осадили цитадель. Рожер со своим отрядом ночью проник в крепость и утром внезапно ударил по неприятелю. Пираты были разбиты, и лишь немногие смогли отплыть в Африку. Победа Рожера над арабами запечатлена на портале кафедрального собора Мацары.
В мае 1077 года Рожер предпринял морской поход на Трапани. Осада города затягивалась, но события были ускорены авантюрной выходкой Жордана, внебрачного сына Рожера. Ночью он с сотней рыцарей высадился на полуострове, где жители города пасли свои стада, которые Жордан и захватил утром, перебив арабскую охрану. Горожане, лишившись всех запасов в один день, покорились Рожеру. Вслед за этим Рожеру сдалась и считавшаяся неприступной крепость Эриче, причём победу норманны приписали чудесному вмешательству святого Юлиана — покровителя охотников, в связи с чем Эриче вплоть до 1934 года назывался Монте-Сан-Джулиано.
В 1078 году Рожер осадил Таормину, также считавшуюся неприступной (она оставалась византийской дольше всех других сицилийских городов и пала в 902 году в результате предательства). Рожер не штурмовал город, но построил в её окрестностях 22 крепости, перекрывшие городские коммуникации, а затем не позволил тунисскому флоту, шедшему на помощь Таормине, войти в бухту. Лишившись надежды на подкрепления, эмир Таормины сдался Рожеру, после чего власть норманнов признали территории вокруг Этны.
Наиболее упорным противником норманнов на Сицилии был эмир Сиракуз и Ното, имя которого Малатерра передаёт как Бенарвет (возможно Ибн аль-Варди, но арабские источники не сообщают оригинального имени). В 1081 году в отсутствие Рожера Бенарвет с помощью измены захватил Катанию. Не дожидаясь возвращения великого графа, его сын Жордан и два военачальника Робер де Сурдевиль и Элиас Картоменсис сумели отбить город. Хрупкий мир был вновь нарушен Бенарветом в 1085 году, когда его флот напал на калабрийский город Никотеру, где, в числе прочих, разорил женский монастырь и угнал монахинь в плен. Ответом стал поход флота Рожера на Сиракузы, которые были также осаждены с суши Жорданом. Бенарвет дал Рожеру морское сражение: норманнские арбалетчики могли стрелять с большего расстояния и с большей точностью, чем арабские лучники, и Бенарвет попытался переломить ход битвы, взяв корабль Рожера на абордаж. Уже тяжело раненный Бенарвет утонул при попытке перепрыгнуть на борт норманнского судна; потеряв эмира, арабские моряки были дезорганизованы и почти полностью перебиты норманнами. Осада Сиракуз продолжалась с мая по сентябрь 1085 (по другим сведениям 1086) года, затем жена и сын Бенарвета сумели бежать в Ното, и Сиракузы сдались Рожеру.
После взятия Сиракуз неподвластными Рожеру остались лишь южные районы Сицилии (с городами Бутера и Ното) и эмират Энна, со всех сторон окружённый норманнскими владениями. 25 июля 1086 года Рожер взял принадлежавший Энне Агридженто, в плен попали жена и дети эннского эмира Ибн Хамуда. В начале 1087 года Рожер прибыл к стенам Энны, где встретился с Ибн Хамудом и предложил ему сдать город. Ибн Хамуд согласился с предложением и даже выразил желание принять крещение, но пояснил, что боится мести единоверцев. В результате переговоров был разработан необходимый декорум: по соглашению с Рожером Ибн Хамуд с отрядом своих приверженцев отправился в поход, по пути встретил превосходящую его силы норманнскую армию и сдался в плен. Узнав о пленении эмира, гарнизон Энны сдался без боя. Ибн Хамуд и его семья крестились, после чего он получил феод в Калабрии и навсегда покинул Сицилию.
В 1088 году после недолгой осады Рожер овладел Бутерой, а в феврале 1090 года жители Ното, не дожидаясь норманнского нападения, сами покорились графу. Чтобы обезопасить себя от пиратских нападений, Рожер в 1091 году возглавил морскую экспедицию на Мальту, во время которой ему покорились и этот остров, и соседний Гозо. На всех покорившихся территориях было сохранены самоуправление, исламские законы и свобода вероисповедания. С именем Рожера I местное предание связывает начало строительства кафедрального собора в Мдине — старой столице Мальты.

## Лидерство в Южной Италии
В соответствии с решением папы Николая II Роберт Гвискар получил титул герцога Апулии, Калабрии и Сицилии, став, тем самым, сюзереном всех норманнских владений в Южной Италии (кроме княжества Капуя). Рожер I, невзирая на его заслуги в усмирении Калабрии и завоевании Сицилии, оставался вассалом старшего брата с титулом великого графа Сицилии. Во власти Рожера находилась Сицилия (без Палермо, принадлежавшего Гвискару), а Калабрия, Мессина и долина Валь-Демоне были разделены между братьями поровну. Исполняя вассальный долг, Рожер неоднократно отправлялся на континент для оказания военной помощи своему сюзерену.
После смерти Роберта Гвискара ситуация изменилась. Сын и преемник Гвискара Рожер I Борса, приняв титулы и владения отца, столкнулся со своим старшим братом Боэмундом Тарентским, также требовавшим участия в отцовском наследии. В сентябре 1085 года Рожер Сицилийский принёс клятву верности своему племяннику и новому сюзерену Рожеру Борсе, получив за это все калабрийские замки, которыми он владел раньше совместно с Гвискаром. Тем не менее, Боэмунд при поддержке капуанского князя Жордана I начал войну против Рожера Борсы и сумел захватить полуостров Солентина с городами Ория, Таранто и Отранто . При посредничестве своего дяди Рожера Сицилийского братья примирились, при этом Боэмунд получил завоёванные им города во владение, заложив, тем самым, основы княжества Таранто.
В 1087 году между Рожером Борсой и Боэмундом вновь разгорелась война, так как последний захватил принадлежавший первому город Козенца. Рожер Борса снова был вынужден прибегнуть к помощи своего сицилийского дяди, который направил свои войска к Козенце и прогнал оттуда Боэмунда. При помощи Рожера Сицилийского братья вновь примирились, причём Рожер Борса отдал Боэмунду изначальный предмет спора — Козенцу, которую впрочем затем выменял на Бари. За помощь своему сюзерену Рожер Сицилийский получил половину Палермо. Отъезд Боэмунда Тарентского в Первый крестовый поход прекратил междоусобные войны в Апулии, но власть и авторитет Рожера Борсы к этому времени были серьёзно поколеблены.
В 1098 году молодой князь Капуи Ричард II, изгнанный из родного города, обратился к Рожеру Борсе и Рожеру Сицилийскому с просьбой восстановить его законные права. Оба Рожера прибыли к стенам Капуи и после сорокадневной осады взяли её, возвратив трон Ричарду, который за это был вынужден признать себя вассалом герцога Апулии.
Таким образом, являясь формально лишь вассалом своего племянника, Рожер Сицилийский к концу жизни занял лидирующее положение среди правителей Южной Италии. Все конфликты, возникавшие в норманнских государствах, решались при его непосредственному участии, а платой за это участие стало приобретение Рожером половины Палермо и всех замков Калабрии.

## Внутренняя политика на Сицилии
Завоеванная Рожером Сицилия представляла собой страну, в которой норманны составляли незначительное меньшинство. Хотя Рожер поощрял переселение на остров вновь прибывавших западноевропейских рыцарей и латинских клириков, подавляющее большинство сицилийцев составляли мусульмане и (в восточной и северо-восточной частях) православные греки. Для удержания под своей властью Сицилии Рожер последовательно проводил в жизнь принцип национальной и религиозной терпимости.
Арабский, греческий и латинский языки оставались языками официального делопроизводства. Сохраняли свою силу на местах и ранее существовавшие законы. Местные эмиры и каиды, покорившиеся Рожеру, сохраняли свои посты или (как правитель Энны Ибн Хамуд) получали феоды на материке. Рожер привлекал в свою армию отряды мусульман, и в 1098 году мусульмане находились в составе войска Рожера во время осады Капуи. При преемниках Рожера I мусульмане стали ядром сицилийской армии и оставались им вплоть до времени Фридриха II и Манфреда. Сбор налогов и таможенных сборов осуществлялся на Сицилии мусульманами. Латинские хронисты отмечали, что Рожер, не желая разжигания религиозной розни, запрещал католическим миссионерам проповедовать среди сицилийских мусульман. Мусульмане сохранили все мечети, за исключением тех, что изначально строились как церкви. В результате всех этих мер сицилийские арабы практически безболезненно восприняли норманнское господство и, за исключением двух локальных мятежей в Чинизи и Ято, вызванных произволом местных властей, стали лояльными подданными Рожера. Прекращение междоусобиц и покровительство новых властей создало условия для будущего расцвет арабского искусства на Сицилии в XII веке, в том числе эндемичного арабо-норманнского стиля в архитектуре. Значительное влияние на государственные дела и привилегированное положение сицилийские арабы сохраняли вплоть до эпохи Фридриха II.
Не меньшую заботу Рожер показывал и своим греческим подданным. В то время, как в Апулии норманны последовательно проводили политику вытеснения византийского богослужебного обряда, Рожер на свои средства основал 21 василианский монастырь, а ещё 11 — были основаны другими частными лицами, причём в некоторые из вновь образованных монастырей переселялись монахи из Калабрии. Для сравнения за время правления Рожером I Сицилией было создано 36 латинских (в основном, бенедиктинских) обителей, из которых лично великий граф основал лишь 11 . Все сицилийские греки невозбранно сохраняли византийский обряд, при условии подчинения латинским епископам. В ряде населённых пунктов представители греческой общины возглавляли городское управление, в частности в Палермо греческий глава города носил пышный арабский титул «эмир эмиров». Так как к моменту норманнского вторжения на Сицилии существовал только один греческий иерарх — архиепископ Палермо, Рожер безболезненно заместил вакантные кафедры латинскими иерархами и создал новые епархии также с латинскими епископами. После смерти Никодима, последнего греческого архиепископа Палермо, его кафедра была также замещена архиепископом латинского обряда. Единственной греческой кафедрой на Сицилии при Рожере I оставалась Катания, первый латинский епископ был поставлен туда только в 1103 году, уже после смерти великого графа. Тем не менее, при формальном подчинении этим епископам сицилийские греки сохраняли свой обряд в течение последующего XII века, и ситуация стала изменяться только при Гогенштауфенах.
Проведение такой политики терпимости, необычной для средневековой Европы, позволило Рожеру сохранить завоевания и заложить основы будущего Сицилийского королевства.
Все норманнские бароны, владевшие землями на Сицилии, получили их от Рожера, который тщательно избегал создания крупных феодальных владений, могущих в будущем стать очагами мятежей. Кроме того, Рожер I препятствовал формированию феодальной лестницы — появлению у его вассалов своих собственных вассалов. В результате такой политики Рожер I, в отличие от своего брата Роберта Гвискара, находившегося в постоянных конфликтах с вассалами, лишь дважды столкнулся с мятежами собственных баронов:
- 1082 год — мятеж Ингельмария, женившегося на вдове Серло Отвиля и получившего в качестве приданого обширные владения последнего; после подавления бунта Ингельмарий был изгнан с Сицилии, а его имущество возвращено его жене[91];
- 1083 год — мятеж Жордана, внебрачного сына Рожера I; воспользовавшись отъездом отца на континент, Жордан захватил Мистретту и Сан-Марко-д'Алунцио, но по возвращении отца капитулировал. Двенадцать советников Жордана были ослеплены, а сам он после долгого заключения был прощён, но более не пользовался доверием отца[92][93].

## Взаимоотношения с папством и «Сицилийская легация»
После смерти Роберта Гвискара и начала длительной междоусобицы между сыновьями последнего Рожер I стал основным норманнским партнёром папства. В 1088 году папа Урбан II, с момента своего избрания так и не добившийся контроля над Римом, прибыл в Тройну с просьбой о походе на Рим и поддержке в намечавшихся переговорах с Византией о прекращении церковного раскола. Точное содержание договорённостей 1088 года остаётся неизвестным, но после встречи с папой Рожер I самолично основал несколько новых епархий на Сицилии, что позволяет предполагать передачу папой графу части своих прерогатив на острове.
Безоблачное согласие между Урбаном II и Рожером I было нарушено в 1097 году: папа без согласия графа назначил своим легатом на Сицилии Роберта, епископа Тройны, а Рожер I, получив известие об этом, арестовал вновь назначенного легата. В 1098 году Рожер I и Урбан II встретились при осаде Капуи (папа приезжал с намерением примирить противоборствующие стороны) и урегулировали взаимные претензии. 5 июля 1098 года Урбан II адресовал графу письмо, в котором были сформулированы положения о так называемой «Сицилийской легации»:
- в течение жизни Рожера и всех его законных наследников папа обязался не назначать на Сицилию легата без предварительного совета и согласования с графом;
- Рожеру и его наследникам за его усердие к распространению католической веры передавались полномочия, обычно возлагаемые на легатов;
- в случае созыва папой соборов Рожер и его преемники сами определяют состав и количество сицилийских епископов, участвующих в соборе[94][95].

Условия этого послания были подтверждены впоследствии папами Гонорием II (1128 год), Иннокентием II (1139 год) и Адрианом IV (1156 год) в их мирным договорах с Рожером II и Вильгельмом Злым. Только в 1192 году король Танкред, правнук Рожера I, официально отказался от легатских прерогатив в обмен на признание своих небесспорных прав на сицилийскую корону папой Целестином III .
В исторической литературе существуют диаметрально противоположные взгляды на «Сицилийскую легацию»: одни исследователи считают это явление уникальным для средневековой Европы, другие указывают, что столь же значительную власть над национальными церквами имели в это время и другие монархи (императоры Священной Римской империи, норманнские короли Англии). В любом случае, дарование легатских полномочий светскому правителю Сицилии было осуществлено в тот момент, когда папство в ходе многолетней борьбы за инвеституру пыталось отнять схожие привилегии у императоров. Значительная независимость сицилийской церкви от Рима, признанная Урбаном II, сохранялась не только во время существования легации, но и в XIII-XIV века, когда последующие сицилийские короли (Гогенштауфены и члены Арагонского дома) на протяжении нескольких поколений находились в конфликте с папством и под отлучением.

## Личность, семья и дети Рожера I
Рожер I был женат трижды и оставил многочисленное потомство. Первой женой его в ноябре 1061 года стала Юдифь д'Эврё (умерла около 1076 года), дочь графа Гийома д’Эврё. Будущие супруги познакомились ещё в Нормандии, и брак между дочерью богатого графа и двенадцатым сыном мелкопоместного барона был невозможен. После отъезда Рожера в Италию брат и опекун Юдифи аббат Робер де Гранмениль поссорился с Вильгельмом Завоевателем и был вынужден бежать из Нормандии вместе с сестрой. Вскоре после прибытия в Южную Италию Робер де Гранмениль получил от Роберта Гвискара аббатство Сант-Эуфемия в Калабрии, а Юдифь вышла замуж за Рожера. Известно о четырёх дочерях от этого брака:
- Фландина (ум. ок. 1094), замужем первым браком за Югом де Жерси, первым графом Патерно, вторым браком за Энрико дель Васто;
- Матильда (1062 — до 1094) — замужем с 1080 года за будущим Раймондом IV, графом Тулузы; разведены в 1088 году;
- Аделиза (ум. ок. 1096), замужем за графом Энрико ди Монте-Сант’Анджело;
- Эмма (ок. 1063 — после 1119) — была помолвлена с французским королём Филиппом I, но, так как предыдущий брак жениха не был расторгнут, свадьба не состоялась; вышла замуж за графа Родольфо до Монтескальозо[1] .

Вторым браком (около 1077 года) Рожер женился на Эрембурге де Мортен (умерла в 1087 году). Известно о 9 детях от этого брака, в том числе:
- Фелиция (ок. 1078 — 1102) — замужем за Кальманом, королём Венгрии
- Годфри (ум. ок. 1120) — граф Рагузы, заболел проказой и остаток жизни провёл в удалённом монастыре,
- Констанция (ум. до 1101) — замужем с 1095 года за королём Италии Конрадом, сыном и соперником императора Генриха IV;
- Матильда — замужем за Райнульфом Алифанским;
- Сибилла — замужем за Робертом Бургундским, которого Ордерик Виталий называет одним из регентов Сицилии в малолетство сыновей Рожера I; существование этого брака и самого Роберта подвергается сомнению[1][100] .

Не имея после двух браков законных наследников (единственный достоверно законнорождённый сын Годфри был прокаженным), Рожер I в 1087 году женился в третий раз, на Аделаиде Савонской (1072—1118). В этом браке родились:
- Симон (1093—1105) — преемник отца, великий граф Сицилии (с 1101 года);
- Рожер II (1095—1154) — великий граф Сицилии (с 1105 года); герцог Апулии, Калабрии и Сицилии (с 1127 года); первый король Сицилийского королевства (с 1130 года)[1] .

Кроме упомянутых детей, Рожер имел, как минимум, одного незаконнорождённого сына Жордана (умер в 1092 году), прославившегося при взятии Трапани (1077) и освобождении Катании (1081) .
Рожер I умер в Милето 22 июня 1101 года и был похоронен здесь в монастырской церкви Святой Троицы. Церковь и могила Рожера были уничтожены землетрясением 1783 года; его уцелевший саркофаг перенесён в Археологический музей Неаполя. Наследником Рожера I стал старший из его сыновей от третьего брака Симон, а после смерти последнего (1105) великим графом Сицилии стал самый младший сын — Рожер II.
О личности Рожера известно очень мало, не сохранилось и его достоверных портретов. Единственная его черта, постоянно подчёркиваемая летописцами, — это храбрость. Анализ его правления на Сицилии выявляет в нём уравновешенного и предусмотрительного политического деятеля, способного учиться у врагов и приходить к компромиссным решениям. Заложенные им принципы государственного устройства получили дальнейшее развитие при его сыне и преемнике Рожере II, позволив Сицилийскому королевству стать в XII веке одной из ведущих держав Средиземноморья.